# Tuhlea, Skole
Tuhlea (în ucraineană Тухля) este o comună în raionul Skole, regiunea Liov, Ucraina, formată numai din satul de reședință.

## Demografie
Componența lingvistică a comunei Tuhlea
     Ucraineană (99,4%)
     Alte limbi (0,6%)
Conform recensământului din 2001, majoritatea populației comunei Tuhlea era vorbitoare de ucraineană (99,4%), existând în minoritate și vorbitori de alte limbi.